# Guido I Brisebarre
Guido I Brisebarre (fallecido después de 1148) fue el señor de Beirut en el Reino de Jerusalén.
Guido Brisebarre fue el hermano de Gualterio I Brisebarre que ascendió desde 1125/26 como señor de Beirut.
En 1127 Balduino II de Jerusalén lo envió, junto con el Gran Maestre del Temple Hugo de Payns y Guillermo I de Bures, a Francia para encontrar un esposo para la heredera al trono de Jerusalén Melisenda. En la primavera de 1129 viajaron con el conde Fulco V de Anjou nuevamente a Tierra Santa, a donde llegaron en mayo.
Alrededor de 1138 Guido es suscrito como señor de Beirut. Es de suponer que su hermano Guido había muerto recientemente y Guido le sucedió.
En 1148 tomó parte en el Concilio de Acre.
Probablemente tuvo dos hijos que le sucedieron después de su muerte:
- Gualterio II Brisebarre (fallecido en 1169), señor de Beirut, y después Templario;
- Guido II Brisebarre (fallecido antes de 1164), señor de Beirut.